# William McComas

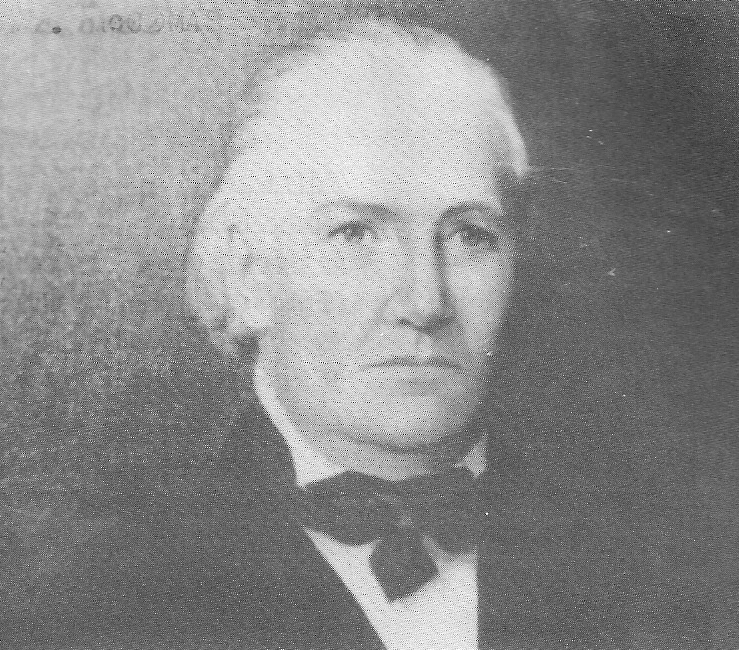
William McComas

William McComas (* 1795 bei Pearisburg, Giles County, Virginia; † 3. Juni 1865 bei Barboursville, West Virginia) war ein US-amerikanischer Politiker. Zwischen 1833 und 1837 vertrat er den Bundesstaat Virginia im US-Repräsentantenhaus.

## Werdegang
William McComas besuchte zunächst private Schulen und studierte danach am Emory and Henry College. In den folgenden Jahren arbeitete er in der Landwirtschaft und nach einem Jurastudium als Rechtsanwalt. Außerdem war er Geistlicher der Methodistenkirche. Politisch schloss er sich in den 1820er Jahren zunächst der Bewegung um den späteren Präsidenten Andrew Jackson an und wurde Mitglied der von diesem 1828 gegründeten Demokratischen Partei.
Bei den Kongresswahlen des Jahres 1832 wurde McComas im 19. Wahlbezirk von Virginia in das US-Repräsentantenhaus in Washington, D.C. gewählt, wo er am 4. März 1833 die Nachfolge von William McCoy antrat. Nach einer Wiederwahl im 14. Distrikt seines Staates konnte er bis zum 3. März 1837 zwei Legislaturperioden im Kongress absolvieren. Seit dem Amtsantritt von Präsident Jackson im Jahr 1829 wurde innerhalb und außerhalb des Kongresses heftig über dessen Politik diskutiert. Dabei ging es um die umstrittene Durchsetzung des Indian Removal Act, den Konflikt mit dem Staat South Carolina, der in der Nullifikationskrise gipfelte, und die Bankenpolitik des Präsidenten. Während seiner ersten Legislaturperiode wandte sich McComas von Jackson ab und wurde Mitglied der oppositionellen National Republican Party sowie dann der neugegründeten Whig Party. Bei seiner Wiederwahl im Jahr 1834 war er schon als Kandidat der Nationalrepublikaner angetreten.
Nach dem Ende seiner Zeit im US-Repräsentantenhaus nahm William McComas seine früheren Tätigkeiten wieder auf. 1848 bewarb er sich erfolglos um seine Rückkehr in den Kongress; im Jahr 1861 war er Delegierter auf der Versammlung, auf der der Staat Virginia seinen Austritt aus der Union beschloss. McComas stimmte gegen diesen Schritt. Während des nun folgenden Bürgerkrieges war er Bundesrichter in dem der Union treu gebliebenen Gebiet, aus dem 1863 der Staat West Virginia entstand. Er starb am 3. Juni 1865 auf seiner Farm nahe Barboursville.